# Baranski László
Baranski László (Budapest, 1950. június 22.–) magyar gitáros, a Volán, a Gemini és az Apostol tagja.

## Élete
Képzőművész családból származik: nagyapja Baranski E. László híres grafikus és festőművész volt.
Nem gitárral kezdett zenélni, hanem hegedűn. Általános iskolai éveit a nyolcadik kerületi, akkor Somogyi Béla, ma Rökk Szilárd utcában, a Magyar Rádió Zenei osztályában töltötte, innen kerültek ki a Magyar Rádió Gyermekkórusanak tagjai, amelynek póttagja volt.
Gitározni Kovács Andor dzsesszgitár-művésztől tanult. ORI-vizsgát tett, és előadóművészi engedélyt kapott. Ettől kezdődően lett főállású zenész.
A hatvanas években különböző amatőr beatzenekarok után a Volán együttesben játszott, amely saját klubbal rendelkezett az akkori Lenin körúton, a Volán Tröszt épületében. Amikor Papp Imre Mityó és Baranski László távozott az együttesből, a Volán együttes gyakorlatilag megszűnt.
1972-től hét éven keresztül a népszerű Geminiben gitározott, 1977-ben az együttes vezetője lett, ahová Várszegi Gábor, a Gemini basszusgitáros-vezetője hívta.
Rusznák Ivánt váltotta, aki aztán a későbbi M7 együttesben lett ismert muzsikus. Victor Máté, aki akkoriban a rádió munkatársa volt, sokat segített a Gemini együttesnek. Országszerte rengeteget koncerteztek, vasárnaponként a Taurus Gumigyár klubjában léptek fel, a hét minden napján pedig valamelyik nagyvárosban. A Vígszínházban a Képzelt riport egy amerikai popfesztiválról előadásain, amelyen eredetileg csak a Locomotiv GT játszott, később a Geminivel váltották egymást, a másik Presser-musicalt, a Harmincéves vagyok címűt pedig már az Apostol együttessel kísérte a Vígszínházban. 1973-ban  közreműködött Bágya András – Huszár Erika A Fekete tó legendája c. rockmusicaljében. 1977-ben készült a Bolond Istók című tévéopera, szintén Victor Mátéval dolgozott az együttes.
1979 óta az Apostol együttes zenésze, amelynek tagságát Németh Zoltán zenekarvezető kínálta fel számára. Az együttes 12 albumán gitározik. Az Apostollal nagy turnékat csináltak, amelyekben benne volt a „szokásos” Szovjetunióbeli koncertsorozat, de az együttesbe belépése után nem sokkal eljutottak az Egyesült Arab Emírségekbe is. Háromszor jártak Amerikában a magyarlakta területeken, az ottani magyarság meghívására. Szinte az egész Államokat bejárták. A nyolcvanas évek elejétől a Rockszínházban, s azóta is különböző zenés színpadi darabokban látja el a kísérő-, illetve szólógitáros szerepét.
2021. október 24-én tartották meg a Covid19-pandémia miatt többször elhalasztott Apostol 50 jubileumi nagykoncertet a Papp László Budapest Sportarénaban.
2023. november 12-én emlékestet tartott a Gemini együttes. Műsorvezető: B. Tóth László, Baranski László - gitár, Bardóczi Gyula - dob, Heilig Gábor - basszusgitár, ének, Markó András - orgona, ének, Victor Máté - ének, Kovács Péter (Kovax)  - zongora, ének, és Porvay György László - basszusgitár.